# Kombinat Binnenschiffahrt und Wasserstraßen
Das VE Kombinat Binnenschiffahrt und Wasserstraßen Berlin (KBW) war ein Kombinat in der Deutschen Demokratischen Republik.
Das Kombinat war sowohl für die Verwaltung aller Binnenwasserstraßen der DDR wie auch den Betrieb der Binnenhäfen und die Binnenreederei verantwortlich. Weiterhin wurde eine Reihe von Reparaturwerften unterhalten. Das Kombinat wurde über den Stammbetrieb VEB Binnenreederei Berlin geleitet. Während die Fahrgastschifffahrt der DDR zu großen Teilen über bezirksgeleitete Verkehrskombinate betrieben wurde, war das Kombinat Binnenschiffahrt und Wasserstraßen für den Binnenfrachtverkehr verantwortlich. Hierzu verfügte die Binnenreederei mit Stand vom Mai 1990 unter anderem noch über rund 179 Schubboote, 939 Schubprahme und 113 Motorschiffe. Im Stammbetrieb arbeiteten 1989 rund 2400 Menschen.
Der VEB Schiffsreparaturwerften Berlin beschäftigte seinerseits mehrere tausend Menschen und unterhielt Werften in Aken, Derben, Havelberg, Laubegast, Tangermünde und Genthin sowie mehreren weiteren Orten. Während das Hauptbetätigungsfeld in der Durchführung von Reparaturarbeiten lag, wurden in geringem Maße auch Fähren und Fahrgastschiffe gebaut.
Über mehrere VEB Binnenhäfen wurden die Hafenanlagen im Binnenland betrieben. Die verschiedenen Betriebe waren regional nach Gewässern gruppiert. Auch Hafenanlagen an Nebenflüssen der namensgebenden Flüsse waren teilweise in den Betrieben eingebunden. So betrieb der VEB Binnenhäfen Mittelelbe Magdeburg (bis 1980 VEB Binnenhäfen Saale) beispielsweise auch den Hafen Halle (Saale).
Das Kombinat unterstand dem Ministerium für Verkehrswesen. Weitere zentral geleitete Kombinate im Zuständigkeitsbereich dieses Ministeriums sind in der Liste von Kombinaten der DDR aufgeführt.
Im Zuge der Wende und der anschließenden Wiedervereinigung wurde das Kombinat 1990 aufgelöst und seine Betriebe wurden privatisiert. 

## Zugehörige Betriebe
Zum Kombinat gehörten zuletzt die folgenden Betriebe: 
- VEB Binnenreederei Berlin; (Stammbetrieb)
- VEB Binnenhafen Berlin; (bis 1988 im Kombinat Autotrans Berlin)
- VEB Binnenhäfen Mittelelbe Magdeburg
- VEB Binnenhäfen Oberelbe Dresden
- VEB Binnenhäfen Oder Eisenhüttenstadt
- VE Projektierungsbetrieb für Wasserstraßen Berlin
- VEB Schiffsreparaturwerften Berlin
- VEB Wasserstraßenbau Berlin
- VEB Wasserstraßenbetrieb Eberswalde
- VEB Wasserstraßenbetrieb Magdeburg
- WTZ Schiffahrt, Wasser- und Grundbau Berlin